# Le Silmarillion
Le Silmarillion (titre original The Silmarillion) est une œuvre de J. R. R. Tolkien, publiée à titre posthume en 1977 par son fils Christopher (avec l'aide de Guy Gavriel Kay). Il retrace la genèse et les premiers Âges de l'univers de la Terre du Milieu, cadre des romans Le Hobbit et Le Seigneur des anneaux.
Après une introduction cosmogonique (« Ainulindalë ») puis une présentation des Valar, les puissances qui gouvernent le monde (« Valaquenta »), le cœur de l'ouvrage est constitué par le Quenta Silmarillion, un long récit des malheurs et exploits des Elfes jusqu'à la chute de Morgoth, le premier Seigneur des ténèbres. Le titre de cette section, et du livre tout entier, provient des Silmarils, trois joyaux aux pouvoirs fabuleux qui sont le catalyseur de l'histoire. Le reste du livre s'attache à la gloire et la chute des Hommes de l'île de Númenor au Second Âge (« Akallabêth »), et à l'histoire de la Terre du Milieu jusqu'à la guerre de l'Anneau et après (« Les Anneaux de Pouvoir et le Troisième Âge »).
J.R.R. Tolkien a commencé à élaborer la mythologie du « Silmarillion » dans les années 1910 et la travaille jusqu'à sa mort, en 1973. Attendu avec impatience par les lecteurs du Seigneur des anneaux, Le Silmarillion reçoit des critiques diverses à sa sortie : certains saluent son souffle épique, d'autres le trouvent tout à fait ennuyeux, mais tous soulignent sa grande difficulté et la différence importante de ton avec les précédents ouvrages de J.R.R. Tolkien. Il remporte le prix Locus du meilleur roman de fantasy 1978. Traduit une première fois en français en 1978 (P. Alien), une seconde fois en 2021 par Daniel Lauzon, aux éditions Christian Bourgois.

## Résumé
Le Silmarillion se compose de cinq parties.

### L'Ainulindalë
Ce court texte cosmogonique relate la création d'Eä, l'univers, par la volonté d'Eru Ilúvatar. Il naît d'une grande musique interprétée par les Ainur, êtres créés par Ilúvatar. L'harmonie est brisée lorsque Melkor, le plus puissant des Ainur, introduit dans la musique des éléments ne venant pas d'Eru. Courroucé, ce dernier interrompt la musique et explique à Melkor que ce qu'il joue vient de lui, « et que nul ne peut changer la musique malgré moi ».
Ilúvatar présente ensuite aux Ainur une vision de leur musique, un Monde entouré par le Vide, dont l'histoire se déroule sous leurs yeux. Certains Ainur se prennent d'amour pour cette création et pour les Enfants d'Ilúvatar, les Elfes et les Hommes ; et lorsque Eru leur retire la vision, ils sont pris de désarroi. C'est alors que le monde est véritablement créé, à travers un simple mot d'Eru : « Eä ! Que ces choses soient ! »
Certains Ainur, particulièrement épris de la création d'Ilúvatar, choisissent d'habiter au sein de ce jeune monde (Arda, « le Royaume », c'est-à-dire la Terre) pour participer à sa construction et la préparer à la venue des Enfants d'Ilúvatar ; les plus puissants d'entre eux sont nommés les Valar, et les moins puissants, leurs serviteurs, sont les Maiar. Parmi ceux qui choisissent de résider sur Arda se trouvent notamment Manwë et Melkor, qui ne cesse de contrecarrer les efforts des autres Valar.

### LaValaquenta
La Valaquenta est une brève description du « panthéon » des Valar et des Maiar, êtres divins nés de l'esprit d'Eru, l'Unique. Elle expose leurs attributs et leur tempérament, et aussi comment le vala déchu Melkor séduisit de nombreux Maiar, dont le plus éminent sera appelé à se faire connaître sous le nom de Sauron et de nombreux autres seront identifiés comme des Balrogs, démons de feu. D'un point de vue interne au légendaire, la Valaquenta est censée avoir été composée par les Eldar.

### LaQuenta Silmarillion
La Quenta Silmarillion relate en vingt-quatre chapitres de longueur inégale l'histoire d'Arda et les haut-faits qui y tinrent place tant chez les Elfes que chez les Hommes, du commencement des jours et du premier affrontement des Valar bâtisseurs contre le destructeur Melkor jusqu'à la fin cataclysmique du Premier Âge du Soleil où le mal fut vaincu. Le titre de ce « cycle » légendaire provient des Silmarils. Ces trois joyaux prodigieux façonnés par l'Elfe Fëanor étaient le réceptacle de la lumière bénie des Deux Arbres du Valinor, la terre des Dieux. Dérobés par Melkor (alias Morgoth) après qu'il eut détruit à jamais les deux Arbres, Telperion et Laurelin, avec l'aide de l'araignée géante Ungoliant, les Silmarils sont la raison qui pousse irrépressiblement la branche noldorine des Eldar, guidée par Fëanor et Fingolfin, à les récupérer, fut-ce au prix de l'exil, de la malédiction, de la guerre perpétuelle et du désastre. La Quenta raconte les conséquences de cette puissante fatalité sur plusieurs siècles et une multitude de destins, parmi lesquels ceux narrés dans les trois « grands contes » des Temps Anciens : le conte de « Beren et Lúthien », le conte des « Enfants de Húrin » et le conte de « La Chute de Gondolin ». La Quenta est le « cœur » du Silmarillion, qui occupe la place la plus éminente dans le livre.

### L'Akallabêth
L’Akallabêth prend place au Deuxième Âge, et relate l'histoire de la chute du grand royaume insulaire de Númenor. Situé au large des rives occidentales de la Terre du Milieu, ce territoire est le don des Valar aux Edain, les Hommes qui ont combattu Morgoth durant les guerres du Beleriand au Premier Âge. Les Edain de Númenor, ou Dúnedain, reçoivent également une longévité accrue, mais les Valar leur interdisent expressément de naviguer vers l'Ouest, où ils siègent, au Valinor.
Au fil des siècles, les Dúnedain deviennent des navigateurs chevronnés, qui explorent toutes les mers du monde, sans pour autant outrepasser l'Interdit des Valar. Ils participent à la première guerre contre Sauron, en Eriador, et établissent comptoirs et colonies en Terre du Milieu (Lond Daer, Umbar, Pelargir...). Cependant, leur mortalité leur pèse de plus en plus, et ils en viennent à jalouser les Elfes, qu'ils vont finir par rejeter et interdire de séjour sur leur île. Sauron, voyant son influence sur les Hommes de la Terre du Milieu concurrencée par la puissance des Númenoréens, exploite ce sentiment d'injustice métaphysique : après s'être soumis de lui-même au glorieux Roi Ar-Pharazôn plutôt que de guerroyer, il accepte d'être ramené à Númenor comme otage et, dissimulé sous les apparences les plus flatteuses, corrompt peu à peu l'esprit du roi et du peuple, les convaincant de renier les Valar pour vénérer Morgoth. Il s'ensuit une répression féroce des opposants à ce culte maléfique.
Toujours plus angoissé par la mort à mesure qu'il vieillit, Ar-Pharazôn se laisse persuader par Sauron de lancer une grande armada à l'assaut du Valinor, où il pourra arracher aux Seigneurs de l'Ouest la vie éternelle. Les Valar font alors appel à Eru, qui bouleverse la forme du monde, sépare le continent d'Aman de la Terre du Milieu et ouvre un gouffre au fond de l'océan, dans lequel la flotte númenóréenne et l'île elle-même sont englouties. Seuls quelques Dúnedain, restés fidèles aux Valar, parmi lesquels Elendil et ses fils Isildur et Anarion, parviennent à fuir en Terre du Milieu, où il fondent les royaumes de l'Arnor et du Gondor. Sauron lui-même n'échappe pas au cataclysme. Sa forme incarnée est détruite mais son esprit retourne en Terre du Milieu et reconstitue ses forces.

### Les Anneaux de pouvoir et le Troisième Âge
Les Anneaux de pouvoir et le Troisième Âge (Of the Rings of Power and the Third Age) décrit comment les Anneaux de pouvoir - les Neuf, les Sept et enfin les Trois - sont forgés par les Elfes noldorin d'Eregion sous la supervision du seigneur Celebrimbor et avec l'aide intéressée de Sauron, et comment ce dernier récupère ces Anneaux (à l'exception des Trois) et les utilise pour tenter d'asservir la Terre du Milieu aux Second et Troisième Âges. Ce texte évoque également de façon très condensée les événements finaux de la Guerre de l'Anneau relatés dans Le Seigneur des anneaux.
Ce texte semble avoir été composé par Tolkien à la fin de la période de rédaction du Seigneur des anneaux, vers 1948.

## Historique

### Rédaction
Le Silmarillion est un ouvrage composé par Christopher Tolkien à partir des milliers de pages manuscrites laissés par J. R. R. Tolkien. Amorcée par certains poèmes dès le début des années 1910, la création de l'univers du « Silmarillion » commence véritablement en 1916-1917, avec « La Chute de Gondolin », premier des Contes perdus. Cette première incarnation du « Silmarillion » est restée inachevée, les derniers Contes perdus n'ayant pas dépassé le stade d'ébauche. Dans les années 1920, Tolkien préfère travailler en vers et rédige notamment un Lai des Enfants de Húrin et le Lai de Leithian, qui relatent chacun un épisode de sa mythologie.
Vers 1926, J.R.R. Tolkien fait lire son Lai des Enfants de Húrin à R. W. Reynolds, un ancien professeur. Afin de lui fournir le contexte du poème, il rédige une version condensée de 28 pages de ses "mythes" : L'Esquisse de la mythologie. Il révise cette Esquisse durant les quatre années qui suivent, puis, en 1930, écrit une version plus développée de ces mythes, toujours bien plus concise que les Contes perdus : la Quenta Noldorinwa. Il s'agit en fait du seul « Silmarillion » jamais achevé par Tolkien, publié comme tous les autres textes par Christopher Tolkien dans L'Histoire de la Terre du Milieu. J.R.R. Tolkien entreprend par la suite une nouvelle version du texte, intitulée Quenta Silmarillion, qui ne dépasse pas le milieu de l'histoire de Túrin.
En effet, la Quenta Silmarillion telle qu'elle se trouve en 1937 n'évolue quasiment pas pendant plus d'une décennie, Tolkien étant occupé à la rédaction du Seigneur des anneaux. Ce n'est qu'une fois celle-ci achevée, au début des années 1950, qu'il reprend la Quenta Silmarillion de 1937. Il entame un vaste travail de correction dans le but de la voir publiée ; en effet, il estime alors que Le Seigneur des anneaux et Le Silmarillion sont tellement liés qu'ils doivent paraître ensemble. Néanmoins, il doit se résoudre à voir Le Seigneur des anneaux édité seul, et en trois tomes.
Par la suite, Tolkien ne retourne vraiment au Silmarillion qu'à la fin des années 1950, ayant été entre-temps pris par la publication du Seigneur des anneaux et l'abondant courrier de lecteurs qu'elle a suscité, ainsi que par ses tâches à l'université d'Oxford. Le succès rencontré par Le Seigneur des anneaux garantit à l'auteur que son Silmarillion sera publié et lu par de nombreux lecteurs. Néanmoins, Christopher Tolkien pense qu'il est alors « trop tard » pour son père : plongé dans des réflexions métaphysiques et cosmogoniques sur l'univers qu'il a créé, Tolkien préfère se consacrer à des essais portant sur des détails philosophiques ou linguistiques (publiés après son décès) qu'à l'élaboration d'une œuvre complète et cohérente.

### Publication

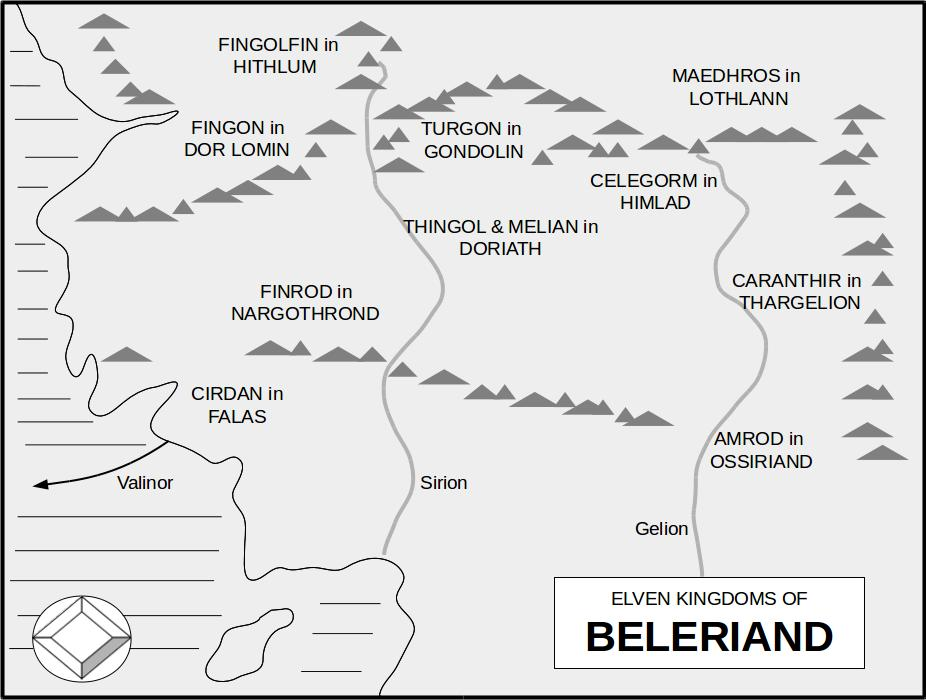
Beleriand.

En 1937, le roman pour enfants Le Hobbit rencontre un tel succès que l'éditeur de Tolkien, Allen & Unwin, lui réclame une suite. Tolkien leur envoie sa Quenta Silmarillion, ainsi que le long poème de la Geste de Beren et Lúthien. Après des commentaires défavorables d'un lecteur extérieur à Allen & Unwin sur la Geste, et à la suite d'un malentendu sur la Quenta, Tolkien écrit le premier chapitre d'une véritable « suite » qui l'occupe pendant plus de dix ans : Le Seigneur des anneaux.
Lorsqu'il achève Le Seigneur des anneaux, en 1949, Tolkien est convaincu que les liens qui unissent ce nouveau roman à la "mythologie" du « Silmarillion » sont si étroits que les deux doivent être publiés ensemble. L'idée de publier deux ouvrages d'une telle longueur, au succès commercial incertain, ne sourit guère à Allen & Unwin, qui répond par la négative à l'ultimatum que lui pose Tolkien en avril 1950. Celui-ci est entre-temps entré en contact avec Milton Waldman, de la maison d'édition londonienne Collins. Néanmoins, l'enthousiasme de Waldman n'est pas partagé par tous ses collègues, et après deux années de pourparlers, Collins se retire des négociations en avril 1952. Tolkien doit faire amende honorable et accepte qu'Allen & Unwin publie le seul Seigneur des anneaux.
À la mort de J.R.R. Tolkien, en 1973, le « Silmarillion » est dans un état très disparate : si certains passages ont été retravaillés quasiment jusqu'au bout (des brouillons de l'histoire de Maeglin datent de 1970, et Tolkien s'interroge encore sur la nature de Glorfindel fin 1972), les derniers chapitres de la Quenta Silmarillion n'ont connu aucune nouvelle incarnation textuelle depuis la Quenta Noldorinwa de 1930. Christopher Tolkien, exécuteur littéraire de son père, passe quatre années à sélectionner et adapter les textes de son père, avec l'aide de Guy Gavriel Kay, pour rendre l'ensemble à peu près cohérent et fournir un texte qui se tienne. En certains endroits, ce travail éditorial va jusqu'à la réécriture et l'invention de passages entiers, notamment à partir du chapitre 22 de la Quenta Silmarillion, « La Ruine de Doriath ».
La première édition a été publiée en version reliée par Allen & Unwin en 1977. HarperCollins a publié une édition de poche en 1999 et une édition illustrée avec des planches en couleur par Ted Nasmith en 2008.
Bien qu'il ait vendu plus d'un million d'exemplaires, ce chiffre est nettement inférieur aux impressionnants succès de "Le Hobbit" et du "Seigneur des Anneaux", qui ont chacun vendu plus de 100 millions d'exemplaires. Néanmoins, ses ventes ont été suffisantes pour le placer en tête des listes en octobre 1977. Depuis lors, il a été traduit dans au moins 40 langues.

### Traductions
La traduction française du Silmarillion est parue en 1978 chez Christian Bourgois éditeur. Elle est assurée par Pierre Alien, qui a « détesté Tolkien » selon Christian Bourgois.
Une nouvelle traduction, par Daniel Lauzon, paraît le 14 octobre 2021 chez le même éditeur, après celles du Hobbit (2012) et du Seigneur des Anneaux (2014-2016). Elle a pour but de corriger certaines erreurs de la précédente édition, notamment dans la traduction des noms.

### Accueil critique
Après le succès du Seigneur des anneaux, Le Silmarillion est très attendu, et les vingt ans qui s'écoulent avant sa publication ne font qu'accroître l'impatience du public.
Les critiques contemporaines de la sortie du Silmarillion ont été assez négatives. Le Silmarillion a été critiqué pour être trop sérieux, manquant de ces passages plus légers du Seigneur des anneaux et plus particulièrement du Hobbit,,. TIME a déploré qu'il n'y ait « pas de quête isolée, unifiante, et, par-dessus tout, pas de groupe de frères avec lesquels le lecteur pourrait s'identifier »,. D'autres critiques insistent sur la difficulté de lire des langues archaïques,, et le nombre de noms difficiles à retenir,.
Malgré ces remarques, quelques critiques ont loué la portée de la création de Tolkien. The New York Times Book Review reconnaît que « ce qui émeut le plus finalement c'est… l'héroïsme excentrique de la tentative de Tolkien »,. TIME décrit Le Silmarillion comme « majestueux, une œuvre présente si longtemps et si puissamment dans l'imagination de l'auteur qu'elle submerge le lecteur »,. The Horn Book Magazine loue même « l'ensemble remarquable de légendes conçues avec une force imaginatives et racontées dans une belle langue »,.
The New York Review of Books appelle Le Silmarillion « un ennui vide et pompeux », « un non-événement littéraire d'aucune ampleur », et affirme même que la principale raison des « énormes ventes » est le « culte de Tolkien » engendré par la popularité du Hobbit et du Seigneur des anneaux. Le School Library Journal le considère comme « seulement un post-scriptum mort-né » des œuvres de Tolkien précédentes. Peter Conrad (en) du New Statesman est même allé jusqu'à dire que « Tolkien ne sait même pas écrire »,.
Le Silmarillion a reçu le prix Locus du meilleur roman de fantasy 1978.
Depuis, les critiques de l'œuvre se sont faites beaucoup plus positives et d'aucuns considèrent Le Silmarillion comme le maître-ouvrage de Tolkien.

## Héritages et adaptations
Après cette étape importante dans la reconnaissance du travail de création au long cours de J.R.R. Tolkien, son fils Christopher poursuit sa lourde tâche éditoriale en 1980 avec la parution des Contes et légendes inachevés, où figurent deux versions plus mûries mais fragmentaires des contes du Premier Âge. Puis il publie entre 1983 et 1996 la monumentale série des douze tomes de l’Histoire de la Terre du Milieu, dont la plus grande part est consacrée aux incarnations successives du « Silmarillion » à travers le temps : les Contes Perdus des années 1910-1920 forment les deux premiers tomes de l'Histoire ; l’Esquisse de la mythologie et la Quenta Noldorinwa, seuls textes totalement achevés du premier Silmarillion, figurent dans le volume 4, La Formation de la Terre du Milieu ; la Quenta Silmarillion de 1937 paraît dans le volume 5, La Route perdue et autres textes ; enfin, les volumes 10 et 11 Morgoth's Ring et The War of the Jewels, non encore traduits en Français à ce jour, s'attachent à l'évolution tardive (post-Seigneur des anneaux) des récits.
En 2007, une réflexion approfondie sur les manuscrits de son père amène Christopher Tolkien à proposer au public un texte repensé et unifié du conte de Túrin (dont le chapitre intitulé « Túrin Turambar » dans Le Silmarillion se veut un résumé). Cette version développée de façon cohérente, sinon achevée, prend la forme d'un roman puissamment évocateur intitulé Les Enfants de Húrin.
A contrario de son travail mené jusqu'ici, Christopher Tolkien décide ensuite de compléter la publication séparée des « trois grands contes » du Silmarillion en proposant une édition génétique des contes de Beren et Lúthien (2017) et de La Chute de Gondolin (2018) spécifiquement. Pour chacun, toutes les versions auparavant éditées du texte sont contextualisées et proposées chronologiquement, permettant de comprendre comment ces histoires ont évolué dans l'esprit de leur créateur, à l'exclusion du schéma d'ensemble qui rendait la lecture plus difficile dans L'Histoire de la Terre du Milieu.

### Illustrations
La première édition illustrée du Silmarillion paraît en 1998 sous la houlette de Christopher Tolkien, avec vingt peintures de l'illustrateur canadien Ted Nasmith. Une deuxième édition illustrée, enrichie de vingt-cinq autres illustrations, paraît en 2004. En 2020, une nouvelle édition propose quatre illustrations supplémentaires, pour un total de quarante-neuf (cette édition est proposée en Français par Christian Bourgois éditeur dans une nouvelle traduction en 2021).

### À l'écran
En novembre 2017, Amazon acquiert les droits télévisuels du Seigneur des anneaux et annonce la production d'une adaptation en série,. Intitulée Le Seigneur des anneaux : Les Anneaux de pouvoir, elle prend place au Deuxième Âge mais n'adapte aucun des textes relatifs à cette période figurant dans Le Silmarilion ou les Contes et légendes inachevés car les droits acquis ne concernent que Le Seigneur des anneaux et ses appendices,, sur quoi elle se base pour traiter du royaume insulaire de Númenor et de l'origine des Anneaux de pouvoir forgés par Celebrimbor et par Sauron. La première saison de la série est sortie à partir du 2 septembre 2022, date de l'anniversaire de la mort de J. R. R. Tolkien, et a essuyé beaucoup de critiques pour ses à-peu près scénaristiques et son infidélité à l'esprit et à la lettre des écrits de l'auteur.

### En musique
Le groupe de rock français Silmarils a choisi son nom par allusion au Silmarillion.
Le compositeur néoromantique norvégien Martin Romberg a composé plusieurs morceaux inspirés par Le Silmarillion. En 2008, il compose Quendi, morceau orchestral. En 2009, il compose une série de morceaux pour piano intitulés Valaquenta, inspirés par la partie du même nom dans le Silmarillion, et qui dépeignent plusieurs Valar ; ils paraissent sur l'album Valaquenta, Tableaux Fantastiques. Un morceau intitulé Eärendil, the mariner figure sur l'album Sound Waves qui sort en 2013. Dans les années 2010, il compose de nouvelles pièces pour orchestre : Telperion et Laurelin, du nom des deux Arbres du Valinor, en 2013, puis Fëanor, sur le roi des Noldor Fëanor, en 2017.
Le groupe britannique de neo-prog Marillion s'est inspiré de cette œuvre pour nommer leur groupe, tout comme le groupe suédois de death metal Amon Amarth, qui signifie "Montagne du Destin" en Sindarin.

## Démarche

### Héros
J. R. R. Tolkien a fait montre d'une grande profondeur théorique lors de la construction de son univers. Dans une lettre qu'il adresse à Milton Waldman en 1951, il explique plus en détail la démarche qu'il emprunte dans la construction de son légendaire. Il y évoque notamment les personnages de Beren et Lúthien pour souligner l'un des axes commun à ses œuvres à savoir que ce sont ceux « en apparence inconnus et faibles » qui actionnent les grands moments de l'Histoire et non les « Seigneurs et les Gouvernants ».

### Magie
Le principe de Magie est lui aussi abordé en faisant la distinction entre celle des elfes et celle des « forces du mal ». La « Magie » (Tolkien utilisant ce terme avec parcimonie) des elfes est selon lui une représentation de l'Art, un art « délivré de ses limites humaines : plus aisé, plus rapide, plus achevé ». C'est une magie qui ne vise donc pas le pouvoir contrairement à celle de « l'Ennemi » qui cherche avant tout la domination. Par cette deuxième caractérisation Tolkien pointe du doigt un autre thème récurrent étant que le « mal » peut jaillir et jaillit d'une « source apparemment bonne » : le désir de faire le bien au monde et aux autres.

### Traductions
1. ↑  « no single, unifying quest and, above all, no band of brothers for the reader to identify with. »
2. ↑  « what is finally most moving is… the eccentric heroism of Tolkien's attempt. »
3. ↑  « majestic, a work held so long and so powerfully in the writer's imagination that it overwhelms the reader. »
4. ↑  « remarkable set of legends conceived with imaginative might and told in beautiful language. »
5. ↑  « an empty and pompous bore », « not a literary event of any magnitude »
6. ↑  « only a stillborn postscript »
7. ↑  « Tolkien can't actually write »